# Meistriliiga 2000
Die Meistriliiga 2000 war die zehnte Spielzeit der höchsten estnischen Fußball-Spielklasse der Herren. Gespielt wurde regulär vom 1. April bis zum 29. Oktober 2000, die beiden Relegationsspiele am 5. und 11. November 2000.

## Saison
Der FC Levadia Maardu konnte den Titel aus dem Vorjahr eindrucksvoll verteidigen, mit 23 Siegen und 5 Unentschieden hatte er bei keiner Saison eine Niederlage. Es war die zweite Meisterschaft des Vereins in der Geschichte. Mit dem estnischen Pokal konnte man sogar das Double im Jahr 1999 sowie 2000 zweimal in Folge gewinnen. Als amtierender Estnischer Meister scheiterte Levadia in der folgenden Champions League Saison 2001/02 an Bohemians Dublin.
Aufgrund der Auflösung des FC Lantana Tallinn zu Beginn der Saison kam der FC Lootus Kohtla-Järve in die Meistriliiga. Lelle SK wurde vom Vorjahres-Viertplatzierten der Esiliiga, FC Valga, ersetzt. Der FC Kuressaare ging am Ende der Saison in die Relegation, gegen den dem vormaligen Lelle SK, der den Namen JK Pärnu Tervis übernahm, und konnte diese für sich entscheiden, nachdem Pärnu keine spielberechtigten Spieler zur Verfügung hatte.

## Vereine
| Verein                 | Stadt        | Stadion                  | Kapazität |
| ---------------------- | ------------ | ------------------------ | --------- |
| FC Flora Tallinn       | Tallinn      | Kadrioru staadion        | 5.000     |
| FC Levadia Maardu      | Maardu       | Kadrioru staadion        | 5.000     |
| Tulevik Viljandi       | Viljandi     | Viljandi Linnastaadion   | 2.000     |
| FC Lootus Kohtla-Järve | Kohtla-Järve | Sportikeskuse Stadion    | 2.200     |
| FC TVMK Tallinn        | Tallinn      | Viimsi Stadion           | 2.000     |
| JK Trans Narva         | Narva        | Kreenholmi staadion      | 2.000     |
| FC Kuressaare          | Kuressaare   | Kuressaare linnastaadion | 1.600     |
| FC Valga               | Valga        | Keskstaadion             | 0500      |

## Abschlusstabelle
| Pl. | Verein                   | Sp. | S  | U | N  | Tore    | Diff. | Punkte |
| --- | ------------------------ | --- | -- | - | -- | ------- | ----- | ------ |
| 1.  | FC Levadia Maardu (M, P) | 28  | 23 | 5 | 0  | 088:200 | +68   | 74     |
| 2.  | FC Flora Tallinn         | 28  | 16 | 7 | 5  | 051:250 | +26   | 55     |
| 3.  | FC TVMK Tallinn          | 28  | 14 | 6 | 8  | 054:290 | +25   | 48     |
| 4.  | Tulevik Viljandi         | 28  | 12 | 9 | 7  | 045:340 | +11   | 45     |
| 5.  | JK Trans Narva           | 28  | 12 | 7 | 9  | 064:400 | +24   | 43     |
| 6.  | FC Lootus Kohtla-Järve   | 28  | 6  | 4 | 18 | 026:540 | −28   | 22     |
| 7.  | FC Kuressaare (N)        | 28  | 5  | 4 | 19 | 025:680 | −43   | 19     |
| 8.  | FC Valga                 | 28  | 2  | 2 | 24 | 011:940 | −83   | 08     |

Platzierungskriterien: 1. Punkte – 2. Siege – 3. Tordifferenz – 4. geschossene Tore

| (M) | amtierender Meister     |
| (P) | amtierender Pokalsieger |
| (N) | Neuaufsteiger           |

### Kreuztabelle
| Spieltage 1–14         | FC Levadia Maardu | FC Flora Tallinn | FC TVMK Tallinn | Tulevik Viljandi | JK Trans Narva | FC Lootus Kohtla-Järve | FC Kuressaare | FC Valga |
| ---------------------- | ----------------- | ---------------- | --------------- | ---------------- | -------------- | ---------------------- | ------------- | -------- |
| FC Levadia Maardu      |                   | 1:1              | 1:0             | 1:1              | 1:0            | 2:1                    | 3:0           | 4:0      |
| FC Flora Tallinn       | 2:3               |                  | 3:1             | 2:1              | 0:1            | 5:0                    | 1:0           | 4:0      |
| FC TVMK Tallinn        | 1:2               | 2:2              |                 | 1:2              | 1:1            | 5:0                    | 1:2           | 2:0      |
| Tulevik Viljandi       | 1:2               | 0:0              | 0:0             |                  | 2:3            | 1:0                    | 3:1           | 0:0      |
| JK Trans Narva         | 2:3               | 1:1              | 0:3             | 3:0              |                | 2:2                    | 4:0           | 9:0      |
| FC Lootus Kohtla-Järve | 0:3               | 1:3              | 0:1             | 0:1              | 0:2            |                        | 1:1           | 4:0      |
| FC Kuressaare          | 1:5               | 2:3              | 1:6             | 1:5              | 0:2            | 0:2                    |               | 2:0      |
| FC Valga               | 0:6               | 0:3              | 0:1             | 0:2              | 1:1            | 1:4                    | 3:0           |          |

| Spieltage 15–28        | FC Levadia Maardu | FC Flora Tallinn | FC TVMK Tallinn | Tulevik Viljandi | JK Trans Narva | FC Lootus Kohtla-Järve | FC Kuressaare | FC Valga |
| ---------------------- | ----------------- | ---------------- | --------------- | ---------------- | -------------- | ---------------------- | ------------- | -------- |
| FC Levadia Maardu      |                   | 3:1              | 2:1             | 1:1              | 2:2            | 6:0                    | 8:1           | 8:0      |
| FC Flora Tallinn       | 1:2               |                  | 2:2             | 2:2              | 2:0            | 1:0                    | 3:0           | 3:0      |
| FC TVMK Tallinn        | 0:3               | 2:0              |                 | 3:1              | 0:2            | 3:0                    | 2:0           | 6:2      |
| Tulevik Viljandi       | 1:4               | 0:0              | 2:2             |                  | 4:3            | 2:1                    | 1:0           | 5:0      |
| JK Trans Narva         | 2:2               | 1:2              | 0:3             | 4:1              |                | 2:3                    | 1:1           | 6:0      |
| FC Lootus Kohtla-Järve | 0:1               | 0:1              | 0:0             | 1:4              | 3:2            |                        | 0:2           | 2:0      |
| FC Kuressaare          | 0:4               | 0:1              | 1:3             | 0:0              | 2:4            | 1:1                    |               | 2:0      |
| FC Valga               | 0:5               | 0:2              | 0:2             | 0:2              | 1:5            | 2:0                    | 1:4           |          |

## Relegation
Wegen des Einsatzes in der U-18-Mannschaft konnte Pärnu Tervis nicht auf seine Spieler zurückgreifen und zog zurück. FC Kuressaare damit kampflos Sieger der Relegation.
|                 | Gesamt |               | Hinspiel | Rückspiel |
| --------------- | ------ | ------------- | -------- | --------- |
| JK Pärnu Tervis | -:+    | FC Kuressaare | -:-      | -:-       |

## Torschützenliste
| Pl. | Spieler          | Verein            | Tore |
| --- | ---------------- | ----------------- | ---- |
| 1.  | Egidijus Juška   | FC TVMK Tallinn   | 24   |
| 1.  | Toomas Krõm      | FC Levadia Maardu | 24   |
| 3.  | Maksim Gruznov   | JK Trans Narva    | 22   |
| 4.  | Vitalijs Teplovs | FC TVMK Tallinn   | 13   |
| 4.  | Indro Olumets    | FC Levadia Maardu | 13   |
| 6.  | Marius Dovydėnas | Tulevik Viljandi  | 12   |
| 7.  | Sergei Bragin    | FC Levadia Maardu | 11   |
| 8.  | Meelis Rooba     | FC Flora Tallinn  | 10   |
| 8.  | Dmitrij Lipartow | JK Trans Narva    | 10   |